# Distrito de Tabaconas
El distrito de Tabaconas es uno de los siete que conforman la provincia de San Ignacio en el departamento de Cajamarca, bajo la administración del  Gobierno regional de Cajamarca, en el Norte del Perú.   
Desde el punto de vista jerárquico de la Iglesia católica forma parte del Vicariato Apostólico de San Francisco Javier, también conocido como Vicariato Apostólico de Jaén en el Perú.

## Historia
El distrito fue creado mediante Ley del 11 de febrero de 1855, en el gobierno del Presidente Ramón Castilla.

## Capital
Su capital es el poblado de Tabaconas que se encuentra a 1 892 m s. n. m.

## Población
El distrito de Tabaconas cuenta con una población de 15 927 habitantes según el censo 2005.
Está conformado por los Centros Poblados de Churuyacu, Linderos, La Bermeja, Panchía, Guayabal, Tamborapa Pueblo y la Comunidad Campesina San Miguel de Tabaconas.

## Autoridades

### Municipales
- Eine Martinez Huaches

(2023 - 2026)
- José Wilmer Rivera Neira

(2019 - 2022)
- Oscar Sandoval Peña
- (2015 - 2018)

- - 2011 - 2014[2]
- Alcalde: Joel Alex Campos Flores, del Partido Acción Popular (AP)
  - Regidores: Olger Edmundo Herrera Yajamanco (AP), Heli Córdova Cano (AP), Javier Pilar Ramírez Silva (AP), lanca Mariza Meléndrez Adriano (AP), Edilberto Espinoza Huamán (Movimiento de Afirmación Social).
- 2003 - 2010
  - Alcalde: Pedro Alejandría Huamán Ortiz.
- 1999 - 2002
  - Alcalde: José Ignacio Melendrez Ordóñez.

### Policiales
- Comisario:    PNP

### Religiosas
- Vicariato Apostólico de Jaén[3]
  - Vicario apostólico: Mons. Gilberto Alfredo Vizcarra Mori, S.J.

## Festividades
- 29 de septiembre festividad "San Miguel de Tabaconas"

## Atractivos turísticos
En Tabaconas, se encuentra ubicado el Santuario Nacional Tabaconas Namballe, que tiene un área aproximada de 32 000 hectáreas entre bosque, páramos y lagunas; área natural protegida por el Estado Peruano a través del Servicio Nacional de Áreas Naturales Protegidas SERNANP. Entre sus encantos figuran hermosas lagunas, páramos, orquídeas y bosques naturales, el ave nacional gallito de la roca, oso de anteojos y tapir de altura.

## Religión
La población de Tabaconas es mayormente Católica, desde el punto de vista jerárquico de la Iglesia católica forma parte del Vicariato Apostólico de San Francisco Javier, también conocido como Vicariato Apostólico de Jaén en el Perú
También existen grandes grupos de Adventistas del Séptimo Día, quienes recientemente formaron el Distrito Misionero "San Ignacio C", y desde el punto de vista jerárquico éste forma parte de la Misión Peruana del Norte http://mpn.adventistas.org/ y éste a su vez de la Unión Peruana del Norte http://upn.adventistas.org/

## Transporte
El Distrito de Tabaconas, conecta el nororiente peruano con la Provincia de Huancabamba, región Piura. Su vía de transporte se encuentra en perfecto estado de transitabilidad, actualmente a nivel de asfalto, y es principal medio de transporte que agiliza o dinamiza la economía del sector. Actualmente, casi todos los caseríos del distrito se encuentran interconectados a la carretera principal, a través de trochas carrozables y puentes en buen estado.
La población de Tabaconas se dedica mayormente al cultivo de Café, Cacao, y productos del pan llevar como plátanos, naranja, piña, palta, granadilla, así como a la ganadería de vacunos y bobinos, crianza de animales menores como gallinas, cuyes, y otros.

## Convenio de Hermanamiento
Loja, Ecuador